# Narmada (huyện)
Huyện Narmada là một huyện thuộc bang Gujarat, Ấn Độ. Thủ phủ huyện Narmada đóng ở Rajpipla. Huyện Narmada có diện tích 2749 ki lô mét vuông. Đến thời điểm năm 2001, huyện Narmada có dân số 514083 người.